# Piedra de Hunninge

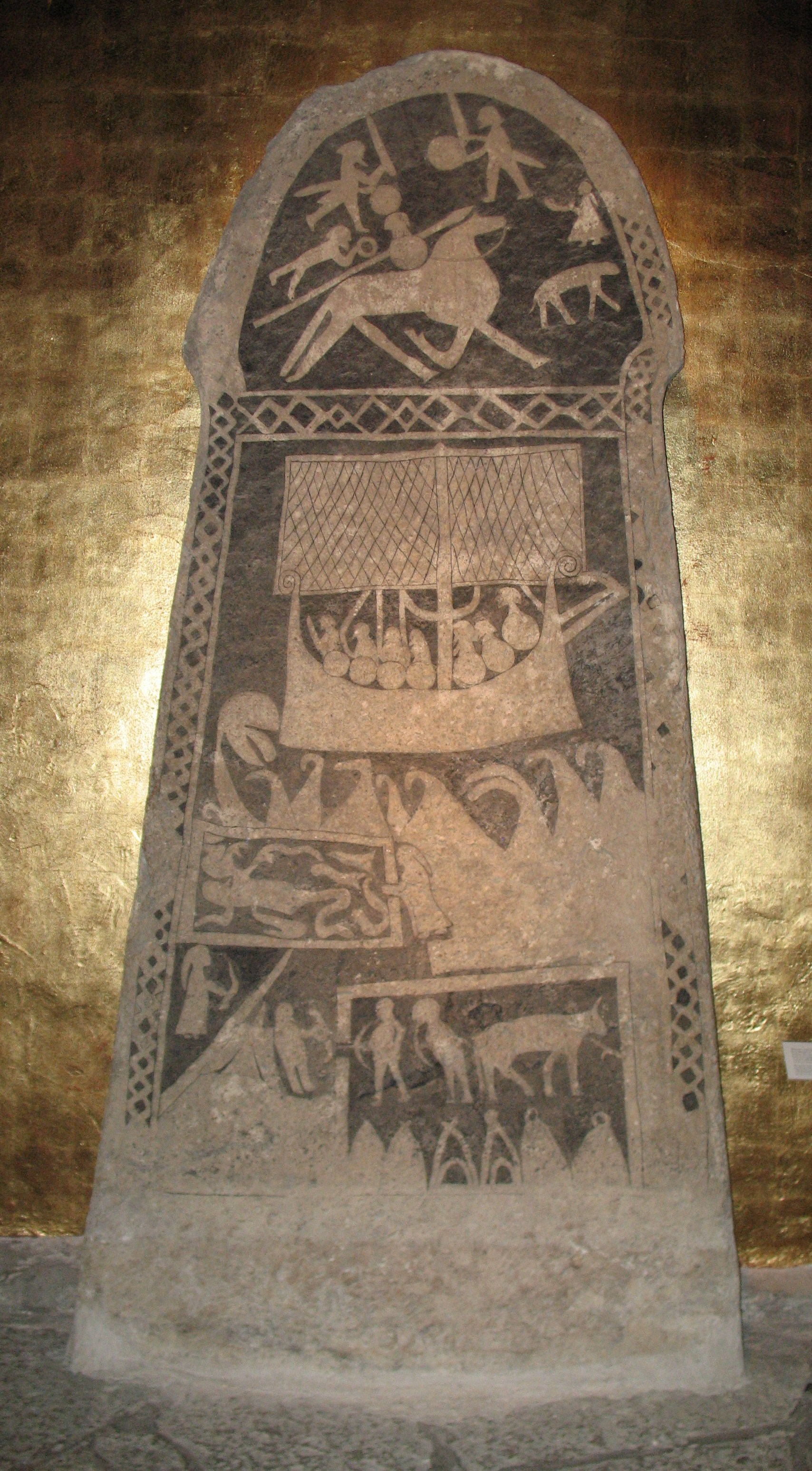
Piedra de Hunninge

La piedra de Hunninge es una estela decorada con imágenes que tiene forma fálica encontrada en Gotland, Suecia que ilustra imágenes de la tradición del Cantar de los nibelungos o Nibelungenlied. En la parte superior de la piedra, hay un hombre sobre un caballo, con un perro y frente a una figura femenina; en otra escena hay dos hombres peleando cerca de otro hombre (muerto) que sostiene un anillo. Esta escena podría representar a Sigurd y Brunilda, y Gunnar luchando, y Sigurd muerto. Por otro lado, el hombre que sostiene el anillo, podría ser el mensajero Knéfrøðr. En la escena inferior izquierda, muestra una mujer observando el pozo de serpientes donde Gunnar reposa, y abajo tres hombres que posiblemente son Gunnar y Hogli atacando a Atli.
La piedra de Hunninge está actualmente expuesta en el Museo de Fornsalen en Visby.